# FIFA 06
FIFA 06 (також відома як FIFA Soccer 06) — відеогра розроблена компанією EA Canada та опублікування компанією Electronic Arts. Випущена в США 4 жовтня 2005 року на PlayStation 2, Xbox, GameCube, Windows, PlayStation Portable, Game Boy Advance та Nintendo DS. Пізніше була випущена для мобільних телефонів.
FIFA 06 — тринадцята гра в серії ігор FIFA Soccer.
На європейській обкладинці гри зображені Роналдіньо та Уейн Руні. А на американській — Фредді Аду, Роналдіньо та Омар Браво. Лукас Подольські разом з Роналдіньо зображений на німецькій обкладинці гри. Пак Чу Ен тільки в Південній Кореї.